# Frédéric Teulon
Pour les articles homonymes, voir Teulon.
 (février 2013).
Si vous disposez d'ouvrages ou d'articles de référence ou si vous connaissez des sites web de qualité traitant du thème abordé ici, merci de compléter l'article en donnant les références utiles à sa vérifiabilité et en les liant à la section « Notes et références ».
Frédéric Teulon est manager et un économiste français.

## Biographie

### Formation
Ancien élève de l’École normale supérieure Paris-Saclay, agrégé d’économie et de gestion. Il a travaillé avec plusieurs personnalités politiques de premier plan : Alain Peyrefitte, Raymond Barre et Charles Pasqua.

### Parcours professionnel
Il a été maître de conférences à l’IEP de Paris, puis responsable de la section économie de l’École de management Léonard-de-Vinci, une des écoles du Pôle Léonard-de-Vinci. Il a été Directeur général adjoint (DGA) et directeur de la recherche à l’IPAG Business School (Institut de préparation à l'administration et à la gestion). Il a enseigné en parallèle en classe préparatoire HEC à IPESUP, au centre Madeleine-Daniélou (EC2) et à Sainte-Marie de Neuilly (Hypokhâgne B/L) et à l’ISTH (EC2). Il est aujourd'hui Directeur général de l'International French University, école membre du groupe PEM qui dispense des EMBA et des DBA en ligne. Il a rédigé une cinquantaine d'ouvrages, dont deux avec Raymond Barre, Économie politique. 
https://www.linkedin.com/in/fredericteulon/

### Travaux
Il est l'auteur d'une centaine d'articles scientifiques dans les domaines de l'économie et de la finance dans des revues comme Small Business Economics, Technological Forecasting and Social Science, Management et Sciences sociales, Economic Bulletin, Canadian Journal of Administrative Science, Management International, Research in International Business and Finance ou Economic Modelling. Ses domaines de recherche sont les Politiques Internationales et Finance, la Macroéconomie, la Sociologie et les problèmes sociaux, la Responsabilité Sociale des Entreprises.

## Publications
- « What regulation for digital companies ? », IFU-PEM Flash n°2, 2023.
- « The world according to GAMAM and NATU », IFU-PEM Flash n°2, 2023.
- « Cyber attacks, a weak link in the digital world », IFU-PEM Flash n°1, 2023.
- « Télétravail, cours à distance, nouveaux miroirs aux alouettes ? », Question(s) de management, 2021.
- « A multidimensional Bayesian model to test the impact of investor sentiment on equity premium: evidence from stochastic search variable selection priors »,  vol. 307 (1-2)Annals of Operations Research, 2021.
- « Corporate governance and financing of young technological firms: A review », Technological Forecasting & Social Change, vol. 163, 2021.
- « Corporate venture capital in the IT sector and relationships in VC syndication networks », Small Business Economics, vol. 54 (4), 2020.
- « Does the optimization of a company's environmental performance reduce its systematic risk? New evidence from European listed companies », Corporate Social Responsability and Environmental Management, vol. 27 (4), pp. 1677-1694, 2020.
- « Shift‐Contagion in Energy Markets and Global Crisis », Journal of Forecasting, vol. 39 (5), pp. 725-736, 2020.
- « Exploring consumer attitudes to online collaborative consumption a typology of collaborative consumer profile », Canadian Journal of Administrative Science, vol. 37 (1), pp. 82-94, 2020.
- « Les IDE dans les pays d’Europe centrale et orientale : une approche gravitationnelle », Management International, pp. 1-13, 2019.
- « Business ethics, company value and ownership structure », Management and Governance, vol. 23 (4), pp. 973-987, 2019.
- « Les start-up et PME à forte ou hyper croissance : comprendre les enjeux et les raisons de leur performance », Revue de l’entrepreneuriat, vol. 18 (2), pp. 7-21, 2019.
- « Antecedents of Female Representation on Corporate Boards: An Analysis at Board Level from a Socialized Perspective », Management International, vol. 23, pp. 52-63, 2019.
- « Ethical finance and governance », Journal of Applied Accounting Research, vol. 19 (2), pp. 200-205, 2018.
- « The Importance of environment and entrepreneurship in the innovation Field », Technological Forecasting and Social Change, vol. 129, pp.172-175, 2018.
- « Gouvernance, RSE et performance financière : une approche structurelle pour une compréhension globales de leurs relations », Management & Avenir, n°101, pp. 39-59, 2018.
- « Modelling recovery rates of corporate defaulted bonds in developed and developing countries », Emerging Market Review, vol. 36, pp. 28-44, september 2018.
- « What drives CVC investments? An Empirical Test of Social Network Theory Predictions », Economics Bulletin, vol. 37 (3), pp. 2030-2040, 2017.
- « Entrepreneurship in Non-profit and Profit Activities. Theoretical and Empirical Landscape », in Social Entrepreneurship in the Non-Profit and Profit Sectors, Springer, 2017.
- « Entrepreneurship in Non-profit and Profit Activities. Theoretical and Empirical Landscape », in Social Entrepreneurship in the Non-Profit and Profit Sectors, Springer, 2017.
- « Les vrais ennemis de l’Occident », Parlements et Politiques Internationales, N°2, pp. 100-102, 2017.
- « BREXIT, un peuple ne devrait pas dire çà… », Parlements et Politiques Internationales,  N°2,  pp. 45-48, 2017.
- « Septembre 1936 et septembre 2016 : les leçons de la dévaluation Blum », Le Débat, n°192, pp. 120-129, 2016.
- « Rémunération des PDG : toniques ou toxiques ? »,  Management et Sciences sociales,  n°21, pp. 115-128, juillet-décembre 2016.
- « Socially responsible investing and Islamic funds: New perspectives for portfolio allocation », Research in International Business and Finance, vol. 36, pp. 351-361, 2016.
- « Relationship between Crude Oil Prices and Economic Growth in Selected OPEC Countries », Journal of Applied Business Research, vol. 32 (1), pp. 11-21, 2016.
- « Diversité culturelle nationale et performance d'équipe : le cas de la NBA »,  Management et Sciences sociales,  n°20, pp. 81-95, janvier 2016.
- « An anti-takeover strategy by limitation of voting rights: A model and a numerical approach», Management International, vol. 20 (1), pp.52-66, 2015.
- « Economic growth and energy transition: overview and review of the literature », Journal of Energy and Development, vol. 40 (1 and 2), pp. 247-262, 2016.
- « Financial Impacts and Antecedents of CSR: a PLS Path Modelling Approach », Economics Bulletin, vol. 36 (2), pp. 736-751, 2016.
- « Innovation and entrepreneurship », Management International, vol. 21 (2) pp. 80-85, 2017.
- « Socially responsible investing and Islamic funds: New perspectives for portfolio allocation », Research in International Business and Finance, vol. 36, pp. 351-361, 2016.
- « Optimisation d’une stratégie anti-OPA par limitation linéaire des droits de vote face à un investisseur hostile », Revue Economique, vol. 66 (6), pp.1067-1088, 2015.
- « Economic growth and energy transition : overview and review of the literature », Journal of Energy and Development, vol. 40 (1 and 2), pp. 247-262, 2015.
- « R&D investments and high-tech firms’ stock return volatility », Technological Forecasting and Social Change, vol. 88, pp. 306-312, 2014.
- « CEO monitoring and Board Effectiveness: Resolving the CEO compensation issue », Management International, vol. 21 (2), pp. 123-134, 2017.
- Social Entrepreneurship in non-Profit and Profit sectors, Springer, 2017.
- Dictionnaire d’histoire, économie, finance, géographie, PUF, "Major", 2010
- Croissance, crises et développement, PUF, coll. « Major », 2010
- Dictionnaire des grands économistes, PUF, coll. « Major », 2009
- Initiation à la comptabilité nationale, PUF, coll. « Major », 2009
- Dictionnaire d'histoire, économie, finance, géographie, PUF, coll. « Major », 2008
- Initiation à la macro-économie, PUF, coll. « Major », 2008
- La Nouvelle Économie mondiale, PUF, coll. « Major », 2008
- Initiation à la micro-économie, PUF, coll. « Major », 2007
- Croissance, crises et développement, PUF, coll. « Major », 2006
- Les FFD : la France aux mains des fils et filles de, Bourin éditeur, 2005
- Dictionnaire d’histoire, économie, finance, ouvrage collectif, PUF, coll. « Major », 2004
- Le Casse du siècle : faut-il croire en la nouvelle économie ?, Denoël impacts, 2000
- Introduction à l’économie, PUF, coll. « Que sais-je ? », 1998
- Sociologie et histoire sociale, PUF, coll. « Major », 1996